# Uchod welikogo starza
Uchod welikogo starza (russisch Уход великого старца; englisch Departure of a Grand Old Man) ist ein Film über die letzten Jahre von Lew Tolstoi. Er wurde von Jakow Protasanow und Elisabeth Thiemann  gedreht und war der erste russische Stummfilm von einer Regisseurin.

## Handlung
In den Spielfilmteilen kommen Bauern zum Schriftsteller Lew Tolstoi und bitten ihn um Unterstützung. Er verweist sie auf seine Frau, die die Herrin sei, beginnt aber über die Situation der Bauern nachzudenken.
Danach gibt es einige Dokumentaraufnahmen, die die Bahnstation Astopowo zeigen, an der der Dichter 1910 auf seiner letzten Reise geblieben war.
Die letzte Spielfilmszene zeigt, wie Lew Tolstoi nach seinem Tod von Jesus empfangen wird.
Die Spielfilmszenen sind sehr statisch gestaltet, ohne viel Bewegung und ohne Beziehung der einzelnen Szenen zueinander.

## Geschichte
Der Film konnte in Russland nicht gezeigt werden, da die Familie die Darstellung der Ehefrau Sofia Tolstaja als zu negativ einschätzte.